# Mateus da Silva Duarte
Mateus da Silva Duarte, noto anche con lo pseudonimo di Mateusinho (Magé, 7 ottobre 1998), è un calciatore brasiliano, difensore del Cuiabá.

## Carriera
Mateusinho ha iniziato la sua carriera professionistica con il Maringá nel 2016 nella terza divisione del Campionato Carioca. Dopo aver giocato solo una partita per il Serrano-RJ nel 2017, è passato all'America-RJ l'anno successivo, ma è stato impiegato solo nella squadra under-20.
Successivamente ha giocato con il Mageense in quarta divisione carioca, ed è rimasto svincolato per oltre un anno prima di firmare con il Goytacaz nell'agosto 2020. L'8 febbraio 2021 si è trasferito al Moto Club, nel Campionato Maranhense.
Nell'agosto 2021 ha firmato con il Tuntum scendendo di categoria nello stato del Maranhão. Il 5 gennaio successivo si è trasferito al Sampaio Corrêa, squadra militante in Série B.
Il 18 gennaio 2023, dopo essere stato vicino al trasferimento al Chimki,, ha firmato un contratto quinquennale con il Cuiabá, che ha speso R$ 1,3 milioni per il 50% dei suoi diritti sportivi. Ha debuttato in Série A il 15 aprile contro il Palmeiras.

## Statistiche

### Presenze e reti nei club
Statistiche aggiornate al 4 giugno 2023.
| Stagione        | Squadra         | Campionato      | Campionato | Campionato | Coppe nazionali | Coppe nazionali | Coppe nazionali | Coppe continentali | Coppe continentali | Coppe continentali | Altre coppe | Altre coppe | Altre coppe | Totale | Totale | Totale |
| Stagione        | Squadra         | Comp            | Pres       | Reti       | Comp            | Pres            | Reti            | Comp               | Pres               | Reti               | Comp        | Pres        | Reti        | Pres   | Reti   |        |
| --------------- | --------------- | --------------- | ---------- | ---------- | --------------- | --------------- | --------------- | ------------------ | ------------------ | ------------------ | ----------- | ----------- | ----------- | ------ | ------ | ------ |
| 2016            | Maricá          | B1/RJ           | 5          | 1          |                 | -               | -               |                    | -                  | -                  |             | -           | -           | 5      | 1      |        |
| 2017            | Serrano-RJ      | A2/RJ           | 1          | 0          |                 | -               | -               |                    | -                  | -                  |             | -           | -           | 1      | 0      |        |
| 2018            | Mageense        | B2/RJ           | 2          | 0          |                 | -               | -               |                    | -                  | -                  |             | -           | -           | 2      | 0      |        |
| 2020            | Goytacaz        | A2/RJ           | 15         | 0          |                 | -               | -               |                    | -                  | -                  |             | -           | -           | 15     | 0      |        |
| 2021            | Moto Club       | PD/MA           | 4          | 0          | CB              | 1               | 0               |                    | -                  | -                  |             | -           | -           | 5      | 0      |        |
| 2021            | Tuntum          | SD/MA           | 6          | 0          |                 | -               | -               |                    | -                  | -                  | FMF         | 7           | 6           | 13     | 6      |        |
| 2022            | Sampaio Corrêa  | PD/MA+D         | 7+34       | 2+1        | CB              | 2               | 0               |                    | -                  | -                  | CdN         | 6           | 0           | 49     | 3      |        |
| 2023            | Cuiabá          | PD/MT+A         | 11+5       | 2+1        | CB              | 1               | 1               |                    | -                  | -                  | CV          | 5           | 0           | 22     | 4      |        |
| Totale carriera | Totale carriera | Totale carriera | 90         | 7          |                 | 4               | 1               |                    | -                  | -                  |             | 18          | 6           | 112    | 14     |        |

## Palmarès

### Club

#### Competizioni statali
- Campeonato Carioca Série B2: 1

Mageense: 2018
- Copa FMF: 1

Tuntum: 2021
- Campionato Maranhense: 1

Sampaio Corrêa: 2022